# Gusmano Cesaretti
Gusmano Cesaretti (Porcari, 24 luglio 1944) è un fotografo e artista italiano autodidatta, nato in provincia di Lucca da Bruno e Delfa Cesaretti.
Ha anche lavorato nel cinema come produttore e consulente visivo. È uno dei primi fotografi ad aver documentato la cultura di strada di East Los Angeles, e ha prodotto lavori fotogiornalistici in località di tutto il mondo, tra cui Nord, Centro e Sud America, Sud-Est asiatico, Cina, Africa e Medioriente.

## Vita di strada a Los Angeles
Cesaretti è noto principalmente per le sue documentazioni fotografiche sugli stili di vita Los Angeles: il club automobilistico dei Klique, la cultura e la vita di strada dei Chicano e delle lotte fra gang.

## Altre località
Cesaretti ha raccolto serie di scatti in Bolivia, Panama, Brasile, Cuba, Messico, Cina, Thailandia, Libano, Israele, Africa e nel quartiere South Side di Chicago. Questi studi fotografici sono documentati sul suo sito web.

## Curatore ed editore
Cesaretti ha curato molte mostre, a cominciare dalla sua galleria Cityscape Foto Gallery, da lui stesso fondata a Pasadena, in California, nel 1977. È stato altresì determinante nell'organizzare mostre di importanti opere di artisti di strada di Los Angeles nello spettacolo di successo del 2011 Art in the Streets, al Los Angeles Museum of Contemporary Art, incluse opere di appartenenti alla celebre banda di motociclisti Chosen Few MC.
Nel 2014 ha iniziato a pubblicare Los Angeles FOTOFOLIO, una rivista underground di fotografia in bianco e nero di fotografi noti ed emergenti che viene distribuito gratuitamente a Los Angeles, New York, Parigi, Londra e Città del Messico.

## Libri e mostre
Le opere di Cesaretti sono apparse in molti libri e riviste, nonché in diverse monografie di artisti, tra cui Street Writers (pubblicato da Acrobat Books, 1975), 5 x 5 = 24 (xx, 1979), Fragments of Los Angeles (Alleged Press, 2013), e Dentro le Mura (Arte Povera, 2014). Il suo lavoro è stato esposto alla Huntington Library, al Los Angeles Museum of Contemporary Art e allo Smithsonian Institution.

## Cinema
Cesaretti ha lavorato a stretto contatto con i registi Michael Mann, Tony Scott e Marc Forster, per contribuire alla creazione di ambienti e atmosfere di molti lungometraggi, tra cui L'ultimo dei moicani, Insider - Dietro la verità, Nemico pubblico, Pelham 123 - Ostaggi in metropolitana, Quantum of Solace, Collateral, Heat - La sfida, Miami Vice, Manhunter - Frammenti di un omicidio e Alì.

## Vita personale
Gusmano Cesaretti è sposato con Rosa dal 1984. Hanno un figlio di nome Vasco.
Ha anche una figlia, Tosca, da un precedente matrimonio, e una sorella di nome Manuela.